# 3-甲磺酰基丙腈
3-甲磺酰基丙腈是一种有机化合物，化学式为C4H7NO2S。它可由3-溴丙腈和甲硫醇钠反应（或2-氯乙基甲硫醚和氰化钾反应），再经过氧化氢氧化制得。它可以用作药物治疗炎症、消除疼痛。